# Antropologia prawa
Antropologia prawa – nauka społeczna sytuująca się między antropologią społeczną i naukami prawnymi. Bada relacje między prawem, kulturą, gospodarką, władzą i językiem w społecznościach żyjących w różnych warunkach naturalnych i kulturowych. Antropologia prawa jest silnie związana z socjologią prawa. Jest też częścią szerszego kierunku badań nad prawem i społeczeństwem.

## Historia dyscypliny
Początki antropologii prawa związane są z paradygmatem ewolucjonistycznym. Zgodnie z nim prawo pojawia się na pewnym etapie rozwoju społecznego i może być traktowane jako miernik cywilizacji. Dla Henry'ego Maine'a wraz z rozwojem społeczeństw następuje przejście od prawa opartego na przypisanym statusie, do prawa opartego na kontrakcie. Inny rodzaj ewolucjonizmu prezentuje Émile Durkheim. Społeczeństwa pierwotne opierać się miały na solidarności mechanicznej i prawie represyjnym. Wraz z rozwojem społecznym więzy te zastępuje solidarność organiczna i bardziej zróżnicowane prawo restytucyjne.
Ewolucjonizm został poddany krytyce przez przedstawicieli funkcjonalizmu, takich jak Bronisław Malinowski czy Alfred Radcliffe-Brown. Autorzy ci wskazywali, że prawo nie jest właściwe jedynie wysoce rozwiniętym społecznościom, lecz pojawia się we wszystkich społecznościach, jako system utrzymywania spójności i sprawowania kontroli społecznej. W Zwyczaju i zbrodni w społeczności dzikich Malinowski podkreśla rolę wzajemności i społecznego zakorzenienia prawa. Wielu autorów krytykuje jednak ujęcie Malinowskiego jako zbyt szerokie i nie pozwalające odróżnić prawa od innych aspektów kultury (np. obyczaju czy religii).

## Problematyka badawcza
Problematyka porównawczych badań nad prawem w różnych kulturach nadal stanowi jeden z głównych tematów antropologii prawa. Na tym gruncie wysuwane są ogólniejsze twierdzenia na temat istoty prawa i jego funkcji. Tematyka ta pokrywa się często z zainteresowaniami socjologii prawa.
Jednym z zasadniczych tematów antropologii prawa jest opis tubylczych porządków prawnych. 
Jednym z najważniejszych kierunków badań antropologów prawa są badania nad sposobami rozwiązywania sporów w różnych społecznościach. Tematyka ta pojawia się już w pracach ewolucjonistów, jednak dopiero późniejsze badania terenowe w istotny sposób przyczyniły się do jej zrozumienia. W swoich badaniach na temat Szejenów Karl N. Llewellyn E. Adamson Hoebel prezentowali nie oparty na normach sposób rozumienia prawa i system rozwiązywania sporów. Prawo jest tu mechanizmem radzenia sobie z problemami danej społeczności i jego głównym celem jest przywracanie równowagi w grupie, które następuje poprzez uzgadnianie różnych stanowisk i doprowadzanie do konformizmu, a nie poprzez stosowanie abstrakcyjnych norm.
Inne popularne tematy antropologii prawa obejmują relacje między prawem a kolonializmem, językiem, władzą, czy na temat pluralizmu prawnego.
W Polsce antropologią prawa zajmuje się m.in. Jacek Kurczewski.